# 曹禾 (康熙進士)
曹禾（1637年—1699年），字頌嘉，號峨嵋，江蘇省江陰縣（今江陰市）人。清朝官員、學者。

## 生平
曹禾於康熙三年（1664年）中癸巳科三甲進士，歷官內閣中書。康熙十八年（1679年）應試博學宏詞，獲二等，授翰林院編修。官至國子監祭酒。因事罢归。其與田雯、宋犖、汪懋麟、顏光敏、王又旦、謝重輝、曹貞吉、丁澎、葉封齊名，稱“詩中十子”。

## 著作
曹禾喜縱酒，酷愛圍棋，工詩文。有《未庵初集》、《峨嵋集》。